# Kóta Jošihara
Kóta Jošihara (* 2. únor 1978) je bývalý japonský fotbalista.

## Reprezentace
Kóta Jošihara odehrál 1 reprezentační utkání. S japonskou reprezentací se zúčastnil Copa América 1999.

## Statistiky
| Japonsko | Japonsko | Japonsko |
| Roky     | Záp.     | Góly     |
| -------- | -------- | -------- |
| 1999     | 1        | 0        |
| Celkem   | 1        | 0        |